# SKV Nexus
SKV Nexus is een Nederlandse korfbalvereniging uit Schiedam. Naast korfbal wordt er ook gedaan aan jeu de boules, tennis en kan er bij de club worden geklaverjast.

## Geschiedenis
Nexus is opgericht op 1 juli 2014 en is een fusievereniging uit 2 verenigingen, namelijk Harga en ODI.
De clubnaam, Nexus, is Latijn en staat voor verbinding.

### Harga
Harga is opgericht op 1 juli 1974 en is zelf ook een fusieclub. De fusie is ontstaan uit:
Schiedam
Spangen
Spangen speelde op hoog niveau in de NKB, tot het in 1965 op het veld degradeerde toen de veldcompetitie in de hoofdklasse slonk van 22 teams naar 12.
In de zaalcompetitie, toen nog micro-korfbal genoemd, speelde Spangen 1 seizoen in de Hoofdklasse, namelijk in 1967-1968. Het degradeerde in hetzelfde seizoen

### ODI
ODI is opgericht op 11 april 1918 en fuseerde in 2014 naar het huidige Nexus

## Accommodatie
Veldwedstrijden worden gespeeld aan de locatie aan de Parkweg 411 te Schiedam.
Zaalwedstrijden worden gespeeld in 2 sporthallen, ofwel de Margriet of Groenoord, beiden in Schiedam.